# 얄마르 샤흐트
호러스 그릴리 얄마르 샤흐트(독일어: Horace Greeley Hjalmar Schacht, 1877년 1월 22일 ~ 1970년 6월 3일)는 독일의 경제학자, 은행가, 자유주의 정치인이며 독일 민주당 공동설립자이다. 바이마르 공화국의 통화집행위원과 국가은행 총재를 역임했다.

## 생애

### 유년기와 청년기
샤하트는 프로이센 왕국에 속한 팅글레프(현재는 덴마크령)에서 태어나 양친과 함께 미국으로 이주했는데, 아버지인 빌헬름은 미국시민권을 획득한 후 미국 저널리즘의 선진성에 감명받아 샤하트의 이름도 미국의 저널리스트인 호레스 그리일리의 이름을 따 와서 붙였다.
1895년부터 1899년까지 샤흐트는 독일의 킬, 베를린, 뮌헨 등의 대학에서 경제학을 공부해 1899년에 경제학 박사학위를 땄다. 1903년에 드레스덴 은행에 입사하여 경제실장으로 일한 샤흐트는 1908년에 부고문이 되었고 1916년에는 사립은행인 <독일국가은행>의 은행장이 되었다. 제 1차 세계대전 중에 그는 통화위조 사건에 휘말리기도 했다.

### 은행원 시절
제 1차 세계대전 후인 1918년에 독일민주당(DDP)의 공동 설립자가 되었는데 1922년에는 독일국가은행을 다름슈타트 은행과 합병시켜 '다름슈타트&국가은행'을 설립했다. 1923년 1월 11일에 '독일정부가 베르사유 조약에서 정한 배상금 지불의무를 불이행한다'라는 이유로 프랑스군과 벨기에군이 루르 지방을 점령했다. 이러한 프랑스의 횡포에 독일은 우익부터 좌익에 이르기까지 모든 정당이 분개하여 빌헬름 쿠노 (Wilhelm Cuno) 내각이 주도하여 루르 지방의 공장정지 등 '소극적인 저항'을 실시했지만 그 영향으로 독일의 마르크화는 순식간에 폭락하여 독일은 하이퍼 인플레이션을 맞이하고 말았다.
결국 1923년 8월 12일에 쿠노 정권은 붕괴되었고 인민당, 중앙당, 사민당, 민주당이 참여한 구스타프 슈트레제만 연립 내각이 성립했다.슈트레제만은 매국노라는 비판을 받아가면서도 루르 지방 점령지의 저항을 중지시키고 마르크화 안정의 길을 택했다. 마르크화의 안정을 위해 샤흐트는 민주당 내에서 새로운 마르크화의 발행을 주장했다. 재무장관인 루돌프 힐퍼딩 (Rudolf Hilferding)과 한스 루터(Hans Luther)도 마르크화 안정책의 검토를 진행했지만 샤흐트의 주장이 채택되어 1923년 11월 13일 샤흐트는 프리드리히 에베르트 대통령으로부터 제국 통화위원으로 임명되었다.
에베르트 대통령은 중앙은행(라이히스방크) 총재인 루돌프 하펜슈타인(Rudolf Havenstein)의 역할을 기대했지만 그는 정부와 경제인들의 신용을 완전히 상실한 상태였고 결국 새로운 통화위원인 샤흐트가 나서 화폐개혁을 단행했는데 그가 제안한 렌텐마르크는 금본위 체제를 제안했지만서도 일단 독일의 부동산과 상공업 자본을 기초로 하는 보조통화여서 1923년 11월 20일부터 1조 마르크는 1 렌텐마르크로 교환되었다. 이에 의해 기적적으로 마르크화의 신용은 회복되었는데 이듬해인 1924년에는 금본위의 라이히스마르크로 교환되었다.
하펜슈타인이 사망(1923년 12월 20일)하면서 공석이 된 라이히스방크의 총재로 취임한 샤흐트는 프랑스가 배상금 배상 문제에 군사력을 사용한 일에 반감을 가진 영국은행 총재 몬테규 노먼(Montagu Norman)과 접근했다. 프랑스는 거듭 루르 지방을 점령했지만 영국은 이에 반발하여 독일의 배상방법에 대한 전문 위원회의 창설을 요구했다. 이 제안을 미국도 찬성하자 프랑스는 이를 따를 수 밖에 없었다. 이리하여 미국의 찰스 도스(영어: Charles Dawes)를 위원장으로 하는 도스 위원회가 창설되었다. 샤흐트는 이 위원회와의 협상에 참가했는데 도스 위원회는 1924년 4월에 새로운 배상금 지불안인 도스 안을 작성했다. 한편 1926년에 독일 민주당의 좌파화에 염증을 느낀 샤흐트는 당을 탈당한 후 우파 진영에 접근했다.
1929년 2월 11일에 독일의 새로운 배상금 지불 방식에 관한 전문가 회의가 미국 은행가인 어윈 영을 의장으로 하여 프랑스의 파리에서 개최되었다. 독일의 수석대표로 출석한 샤흐트는 조약체결 후 우파로부터 받을 비난을 두려워하여 슈트레제만 수상의 방침을 무시하고 독단적으로 행동했다. 대안각서엔 독일 식민지의 반환요구와 폴란드 회랑의 반환요구를 조건으로 내 걸었는데 이것은 당장이라도 회의를 결렬시킬 작정이었고 결국 샤흐트는 책임회피를 위한 공작을 실시했지만 1929년 6월 7일에 영이 제시한 안건을 받아들였다. 이에 독일의 배상금액은 대폭으로 줄어들었다. 그러나 독일은 그 후에도 59년에 걸쳐 배상금을 지불해야 하게 되었다. 이것은 나치당을 비롯한 독일 국내 극우파의 반발을 촉발시키는 결과를 낳았다.
샤흐트는 그 자신이 독일측 대표로 서명했음에도 불구하고 영 플랜에 비판적인 목소리를 내면서 영 플랜 도입의 책임을 슈트레제만 한 사람에게 전가했다.

### 나치당 입당과 활동
1929년 10월 24일에 미국 뉴욕의 월가 증시가 대폭락하면서 세계 대공황이 발생했다. 독일도 실업자가 넘쳐났는데 실업보험법이 개정되었음에도 불구하고 독일 재정의 균형은 회복되지 못했다.
루돌프 힐퍼딩 재무장관과 재무차관인 요하네스 포피츠(Johannes Popitz)는 외채를 발행하기로 결의하여 미국의 은행이 이에 응대했지만 라이히스방크 총재로서 정부에서 독립적인 입장이던 샤흐트는 적자를 세금으로 충당하는 것에 반대했다. 샤흐트는 이 때 국가인민당의 알프레트 후겐베르크(Alfred Hugenberg)와 나치당의 히틀러와 연대했다.
이 탓에 외채에 관심을 보이던 미국은행도 손을 놓아버려 1929년 12월 21일에는 힐퍼딩과 포피츠는 사직했다.
1930년 3월 6일에 샤흐트는 파울 폰 힌덴부르크 대통령과 대담하며 영 안에 반대했다. 힌덴부르크는 샤흐트를 설득했지만 샤흐트는 3월 7일에 라이히스방크 총재직을 사임했다. 야심가였던 샤흐트는 이 때 힌덴부르크를 이어 대통령이 되려고 생각하여 본격적으로 나치당에 접근했다. 1931년 10월에는 하르츠부르크 전선에 참가하여 자신의 지인인 은행가와 실업가를 히틀러에게 소개해 나치당의 활동자금 유치에 노력했다.
크루프, 유나이티드 스틸, IG 파르벤 등 중공업계의 나치당 지원은 샤흐트의 추천에 힘입은 바가 컸다. 1932년 11월 29일에 정재계 인물들을 연대하여 힌덴부르크 대통령에게 히틀러를 수상으로 임명하라는 탄원서를 냈는데, 결국 1933년 1월 30일에 히틀러는 힌덴부르크 로부터 수상에 임명되어 나치당은 정권을 장악했다.
1933년 2월 20일에는 히틀러가 괴링의 집무실에서 샤흐트를 비롯한 실업계 수뇌부 25명을 소집했다. 마르크스주의의 근절과 재무장을 약속하는 대신 나치당에 대한 헌금을 부탁하기 위해서였다. 이 회담에서 나치당은 300만 마르크의 헌금을 모았다.
1933년 3월 16일에 샤흐트는 다시 국가은행 총재로 취임했다. 그리고 1934년 8월 2일엔 경제장관으로 임명되었다.
1935년 5월 21일에 전시 경제에 대한 전권위원이 된 샤흐트는 나치 정권 초기에 아무런 제약없이 독일 경제를 주물렀다. 시장경제 신봉자였던 샤흐트는 대기업이 나치당의 지배 및 간섭을 받지 않도록 노력했다. 경영자단체, 상공회의소를 아우르며 제국 경영자단체 연합의 창설에도 관여했는데 샤흐트는 나치당 최후의 부르주아 대표이기도 했다.

### 몰락
그러나 1939년 1월 7일에 독일의 재무장과 그에 따른 전쟁에는 반대했으며, 제2차 세계 대전 때는 아무런 힘도 발휘하지 못했다. 결국 이런 샤흐트의 모습에 매우 분개한 아돌프 히틀러는 그를 국가은행 총재직에서 해임하고 만다. 이런 히틀러에게 분개한 샤흐트는 독일 내부 반나치 저항운동의 주변부 인물이 되었으며, 7월 20일 음모 이후 결국 나치에 의해 구속수감되어 1944년 7월 29일 이후엔 강제수용소 라펜스브뤼크(Ravensbrück)에, 이어서 플로쎈뷔르크(Flossenbürg)에서 특수 수형자로 구금되었다.

### 종전 이후
1945년 4월에 미군이 진주하면서 풀려난 샤흐트는 나치 협력 혐의로 미군에 다시 체포되어 뉘른베르크 재판에 끌려나온 샤흐트는 '반평화적 범죄(Crime against peace)를 위한 공모죄'와 '침략전쟁을 계획하고 실행한 죄'로 기소되었다. 샤흐트는 다른 피고인들과 달리 재판 증언석에서도 독일어 대신 영어로 응수했다. 이에 헤르만 괴링과 에른스트 칼텐브루너, 율리우스 슈트라이허에게 조롱과 비아냥을 들어야했다.
샤흐트에 대해 소련 재판관인 이오나 니키첸코는 유죄를 주장했고 미국 판사도 이에 동조했지만 알렉산드르 볼코프 판사를 포함한 나머지 6명의 재판관들에게 "아니 전쟁을 반대한 사람까지 유죄라면 도대체 무죄는 누구냐?"라며 반박을 했다.
그후 샤흐트는 전범재판에서 무죄판결을 받고 풀려났다. 이후 여러 개발도상국의 경제발전 자문을 지내다가 1970년 죽었다.